# ناشيونال جيوغرافيك (الهند)
ناشيونال جيوغرافيك (المعروفة أيضًا باسم نات جيو) هي قناة تلفزيونية هندية مدفوعة تعرض أفلامًا وثائقية غير روائية تتضمن الطبيعة والعلوم والثقافة والتاريخ، من إنتاج الجمعية الجغرافية الوطنية. يبث بسبع لغات (الإنجليزية، الهندية، الكنادية، المالايالامية، التيلوغوية، التاميلية والبنغالية).

## يظهر
تبث القناة العروض التالية:
1. مسجون في الغربة
2. المحرمات
3. ألعاب العقل
4. مطابخ الهند الكبرى
5. البرية الجامحة
6. وحدة إنقاد السيارات
7. الهروب من السجن
8. التحليق إلى المجهول
9. العبقري
10. المنطقة الخطرة
11. غوردن رامزي : أسرار الطعام
12. البقاء الفاسد القذر
13. علم البسطاء
14. منطقة قتال
15. المصانع الضخمة
16. إسكشاف الصين
17. سلسة من الاوامر
18. معركة الوحوش
19. أمن المطارات كولومبيا
20. لصوص القرود
21. يحقق

## القنوات
| قناة               | الشعار | توافر SD / HD | ملاحظات |
| ------------------ | ------ | ------------- | ------- |
| ناشيونال جيوغرافيك |        | SD + HD       |         |
| نات جيو وايلد      |        | SD            |         |